# Monument de Thrasyllos
Le monument chorégique de Thrasyllos a été élevé à Athènes, sur le flanc sud-est de l'Acropole, au-dessus du théâtre de Dionysos, par le chorège Thrasyllos de Décélie en -320/-319 et par son fils Thrasyclès en -270.

## Description
Le monument, converti à l'époque byzantine en une chapelle nommée Panaghía Chrysopeliótissa, a été détruit par les Ottomans lors du siège d'Athènes en 1827.
Il en reste une grotte taillée dans la roche, qui était décorée d'un encadrement dorique de 7,5 m de long. Trois pilastres et une statue furent probablement ajoutés en -269 par Thrasyclès, fils de Thrasyllos, lorsqu'il fut lui-même, comme agonothète, vainqueur dans deux jeux musicaux.
Les colonnes corinthiennes, au-dessus de la grotte, ont pu supporter les trépieds traditionnels, ou peuvent appartenir à un monument romain postérieur.
Le chapiteau d'un pilastre appartenant au monument a été retrouvé en 1985 dans les réserves du musée national archéologique d'Athènes.

## Galerie

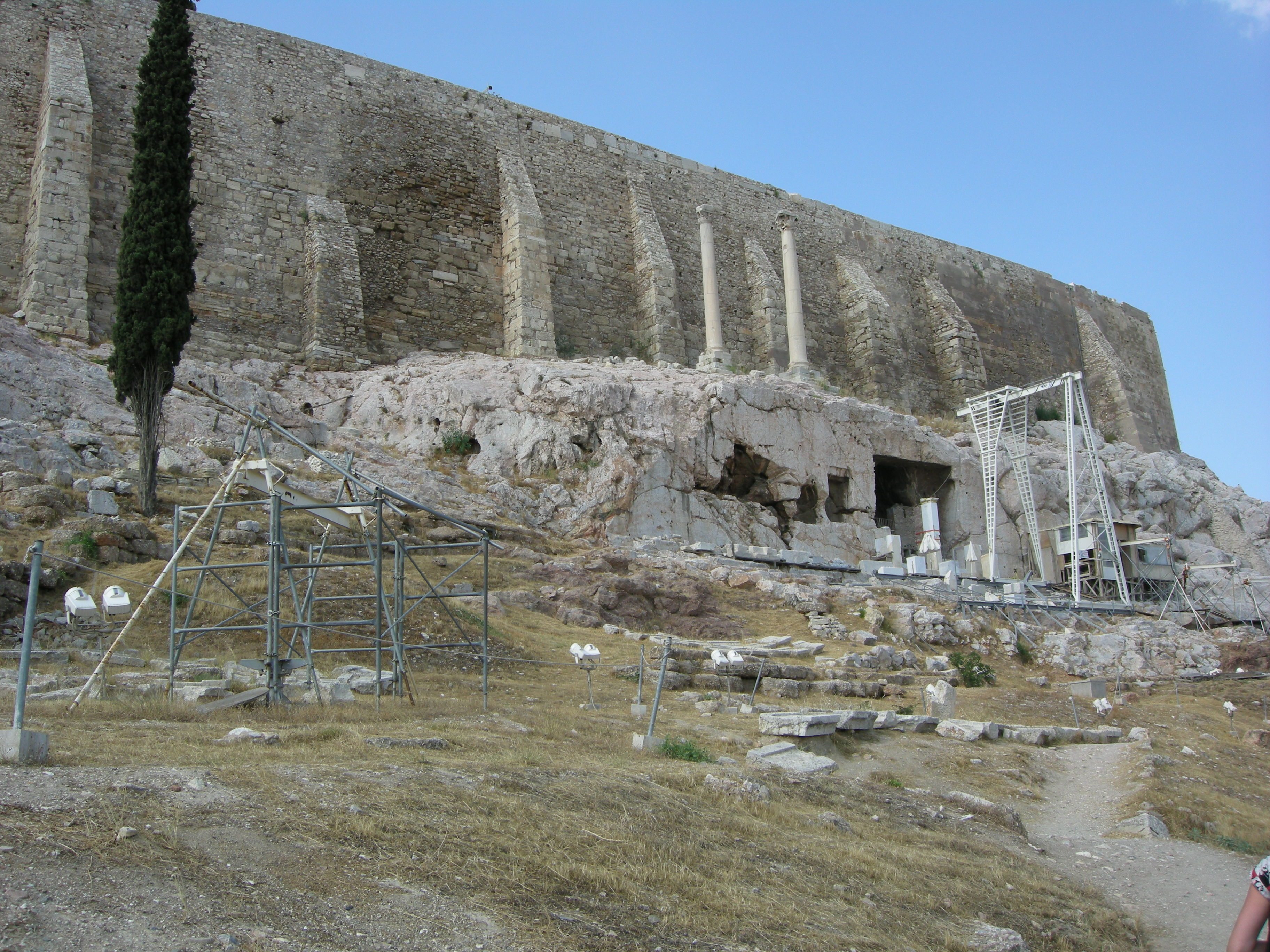
Monument de Thrasyllos, en travaux (2005).
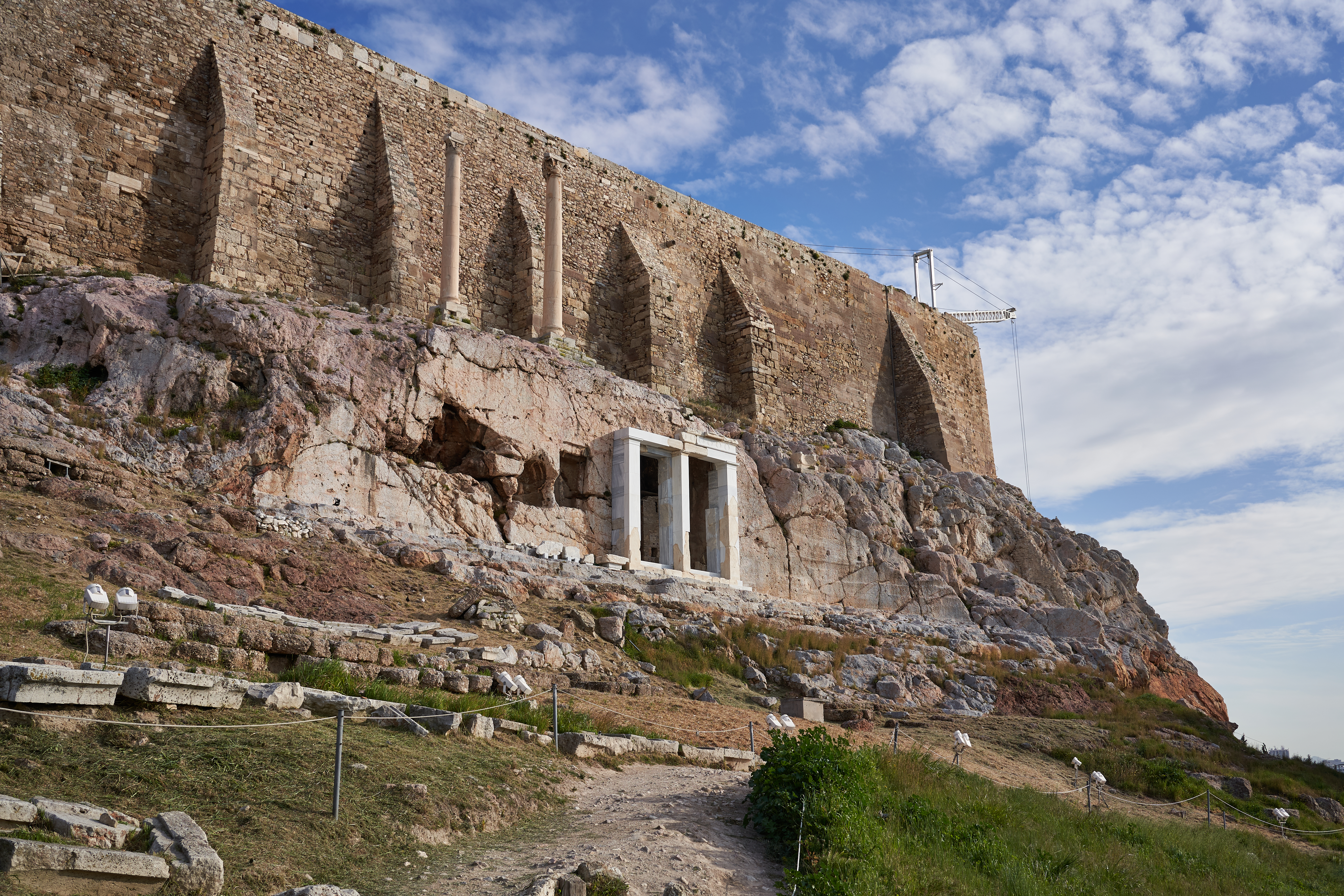
Monument de Thrasyllos, après travaux (2020).
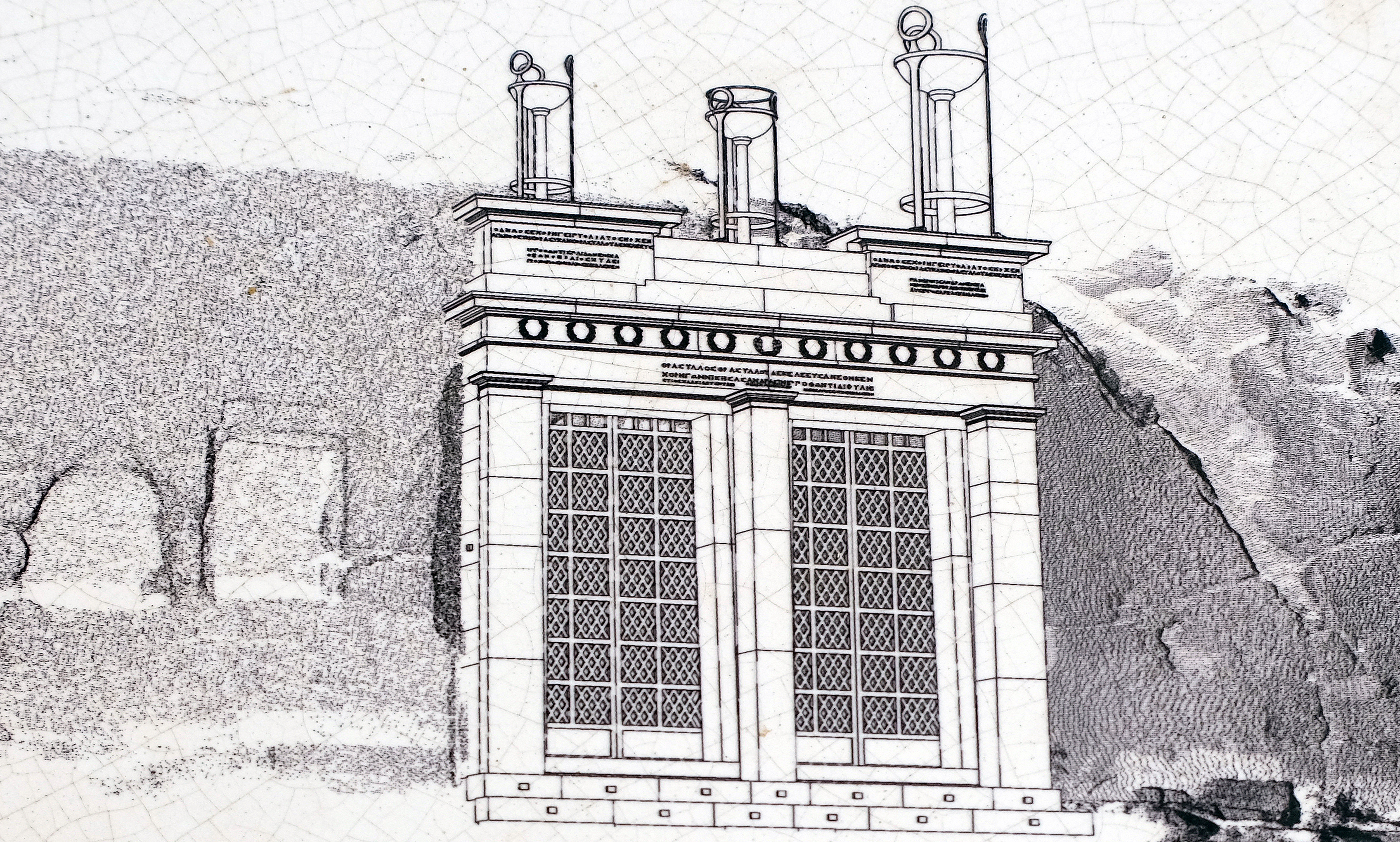
Reconstitution probable du monument à l'époque de Thrasyclès.